# 10715 Nagler
10715 Nagler este un asteroid din centura principală de asteroizi.

## Descriere
10715 Nagler este un asteroid din centura principală de asteroizi. A fost descoperit pe 11 septembrie 1983 la Stația Anderson Mesa de Brian A. Skiff. Asteroidul prezintă o orbită caracterizată de o semiaxă mare de 2,63 ua, o excentricitate de 0,27 și o înclinație de 17,7° în raport cu ecliptica.